# The Cream of Clapton
Albums de Eric Clapton
From the Cradle
(1994) Crossroads 2: Live in the Seventies
(1996)
The Cream of Clapton  (1995) est une compilation du guitariste, chanteur et compositeur blues/rock britannique Eric Clapton, il compile des chansons enregistrées de 1966 à 1987.
La compilation comprend des titres que Clapton a enregistré en solo, mais aussi avec les groupes  Cream, Blind Faith et Derek and the Dominos.

## Liste des titres

### Version U.S.
1. I Feel Free – 2:51 (Cream)
2. Sunshine of Your Love – 4:10 (Cream)
3. White Room – 4:58 (Cream)
4. Crossroads – 4:16 (Cream)
5. Badge – 2:44 (Cream)
6. Presence of the Lord – 4:49 (Blind Faith)
7. Blues Power – 3:09
8. After Midnight – 2:51
9. Let It Rain – 5:01
10. Bell Bottom Blues – 5:01 (Derek and the Dominos)
11. Layla – 7:03 (Derek and the Dominos)
12. I Shot the Sheriff – 4:23
13. Let it Grow – 4:58
14. Knockin' on Heaven's Door – 4:22
15. Hello Old Friend – 3:34
16. Cocaine – 3:39
17. Wonderful Tonight – 3:42
18. Promises – 3:01
19. I Can't Stand It – 4:09

### Version France, Royaume-Uni, Australie et Canada
1. Layla – 7:10 (Derek and the Dominos)
2. Badge –  2:42 (Cream) Composée par George Harrison/Eric Clapton
3. I Feel Free – 2:54
4. Sunshine of Your Love – 4:10
5. Crossroads – 4:13
6. Strange Brew - 2:45
7. White Room – 4:57
8. Bell Bottom Blues – 5:06 (Derek and the Dominos)
9. Cocaine – 3:35
10. I Shot the Sheriff – 4:22
11. [After Midnight] – 3:11
12. Swing Low, Sweet Chariot - 3:27
13. Lay Down Sally - 3:50
14. Knockin' on Heaven's Door – 4:23
15. Wonderful Tonight – 3:41
16. Let It Grow – 4:56
17. Promises – 3:01
18. I Can't Stand It – 4:07

## Groupes
- Blind Faith
- Cream
- Derek and the Dominos